# Doris Duval
Doris Duval is een Filipijnse mensenrechtenactiviste en vrijheidsstrijder. Haar vader was een vriend en adviseur van de toenmalige dictator Ferdinand Marcos. Op de leeftijd van 28 (19 oktober 1980) was ze betrokken bij een bomaanslag die de bedoeling had de wereld op te laten schrikken en de aandacht te vestigen op het regime van president Marcos.
Na te zijn gearresteerd verdween Doris Duval voor lange tijd achter de tralies, maar haar vader wist haar uiteindelijk zonder aanklacht vrij te krijgen, mits ze haar land verliet. Ze woonde ongeveer zeven maanden in ballingschap in Nederland maar kon vrij spoedig alweer terugkeren naar haar geboorteland, waar het volk in opstand was gekomen en Ferdinand Marcos was afgezet (25 februari 1986).
Tegenwoordig is Duval actief voor goed onderwijs op de Filipijnen. Door middel van het project the Knowledge Channel wil ze kinderen de kans geven zich tot volwaardig democratische burgers te ontwikkelen.
In 2003 maakten Mathew Kelley en Peter DuCane een documentaire over Duval onder de titel The Price of Freedom.